# جي إي أو أس جروب
جي إي أو أس (GEOS) هي شركة دولية مقرها في فرنسا . يتمثل النشاط الأساسي للمجموعة في إدارة المخاطر .
مع حجم مبيعات قدره 34 مليون يورو تم تسجيله في عام 2008  أدى توسع المجموعة إلى تعزيز مراكز المساهمين ، حيث تمتلك شركة كونتيننتال ريسك حاليًا حصة الأغلبية في الشركة. تم تعيين جيوليام فيرسبيرن في منصب الرئيس التنفيذي للمجموعة.

## أنظر أيضا
- إدارة المخاطر
- ذكاء الأعمال
- العناية الواجبة